# Helina pilosa
Helina pilosa este o specie de muște din genul Helina, familia Muscidae, descrisă de Karl în anul 1932. Conform Catalogue of Life specia Helina pilosa nu are subspecii cunoscute.